# Malcoha ullblau
El malcoha ullblau (Phaenicophaeus viridirostris) és una espècie d'ocell de la família dels cucúlids (Cuculidae) que habita zones amb arbres i arbusts del sud de l'Índia.

## Descripció

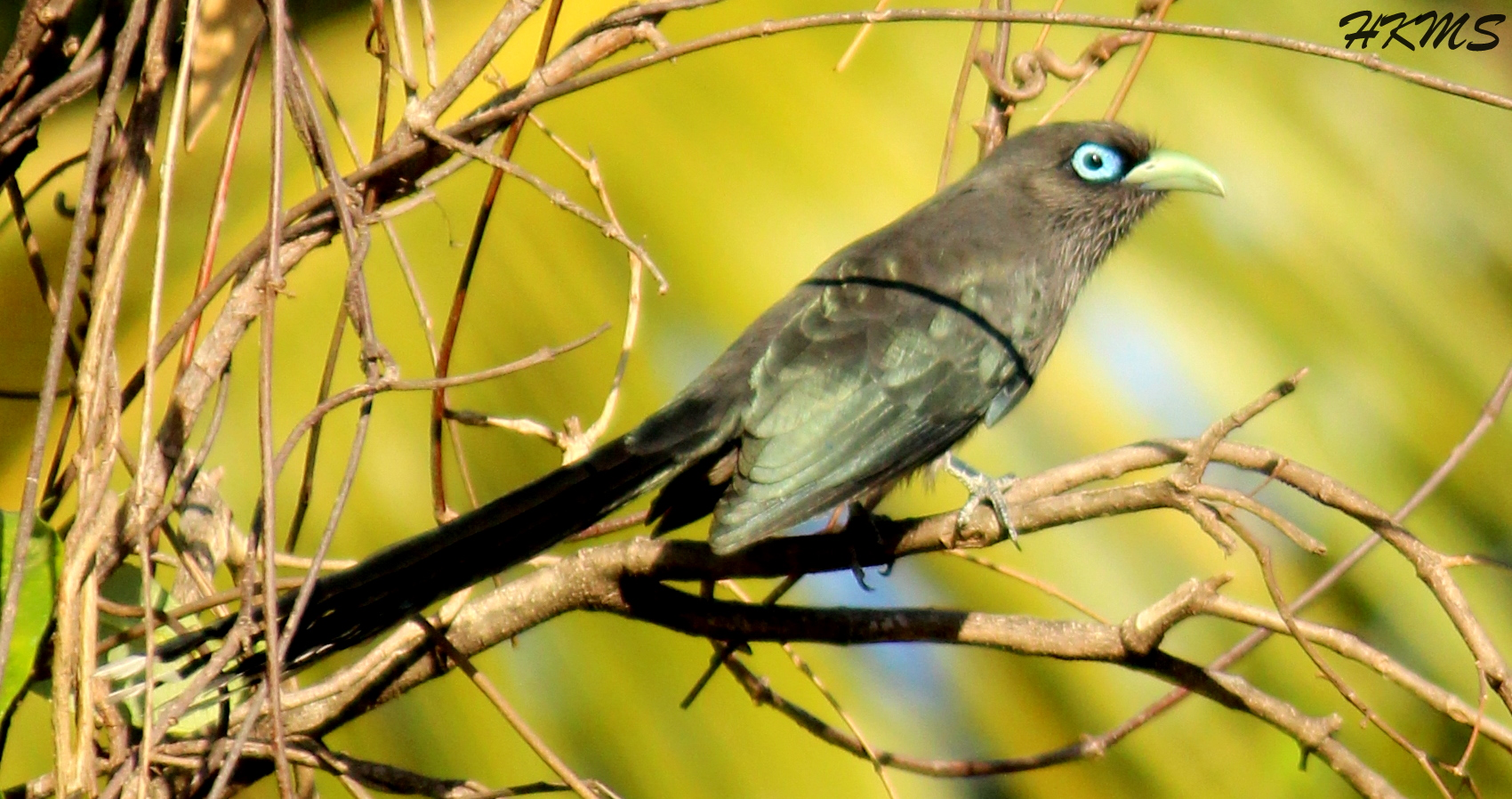
Com tots els cucuts, el malcoha ullblau té els peus zigodàctils, dos dits apuntant cap endavant i dos cap enrere.

El malcoha ullblau és una espècie grossa, de 39 cm, el dors i el cap són de color gris fosc amb una brillantor verda o blava oliosa, i les plomes de la cua són escalades i amb punta blanca. El ventre és de color ocre pàl·lid a gris. Les plomes de la barbeta i la gola són ramificades (a diferència del malcoha fumat, P. tristis) amb les puntes ramificades punxegudes i lleugerament groguenques que donen a la gola un aspecte ratllat i espinós. Té una gran taca blava al voltant de l'ull, fet que li dona el nom comú, l'iris vermell amb franges blanques, i el bec és de color verd poma. Els sexes són indistingibles per l'aspecte extern. Els ocells de Sri Lanka tenen una punta blanca més ampla a les plomes de la cua. Els malcohes ullblau són generalment molt silenciosos, però de vegades produeixen un «kraa» baix i rauc quan s'exciten. Els ocells joves tenen les parts superiors de color més apagats i sense brillantor i algunes plomes marrons a les ales.
Nien dins d'un arbust espinós, construint una plataforma gruixuda de branquetes folrades de fulles verdes i ponen dos, rarament tres, ous blancs calcaris. La temporada de cria és una mica llarga i poc clara, però s'han descrit molts nius de març a agost. Dos dels 31 exemplars capturats en un estudi tenien paparres del gènere Haemaphysalis spinigera.
Una pintura de la malcoha de cara blava de Lady Elizabeth Gwillim (1763–1807), feta abans que l'ocell rebés el seu nom científic.
El malcoha ullblau menja varietat d'insectes, erugues i petits vertebrats. Normalment, s'alimenta al sotabosc.

## Distribució
El malkoha ullblau es troba a l'Índia peninsular, al sud de Baroda (Surat Dangs) i Cuttack, en una varietat d'hàbitats que van des de boscos semiperennes, caducifolis secs i matolls oberts. A Sri Lanka només se'l troba a les planes. Aquest ocell s'ha observat a les províncies de Tamil Nadu i Kerala del sud de l'Índia tot i que hi ha certa controvèrsia al respecte.

## Taxonomia

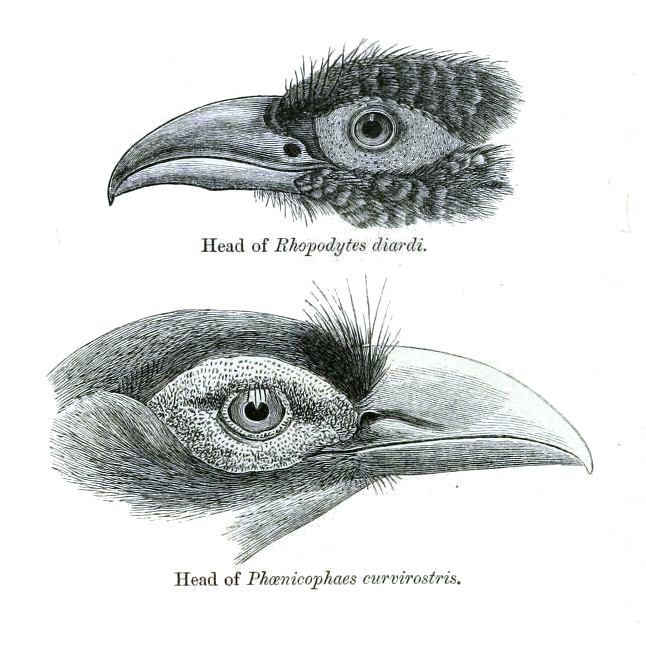
Anteriorment, es basaven en les formes dels narius per separar els Rhopodytes i els Phaenicophaeus.

L'espècie va ser descrita el 1840 per T.C. Jerdon basant-se en un exemplar que va recollir a la base dels ghats de Coonoor. El va situar al gènere Zanclostomus, però hi que va veure afinitats amb Phaenicophaeus. Un any abans, T.C. Eyton va descriure una espècie de Malàisia que va anomenar Phaenicophaeus viridirostris, però en realitat es referia a una femella del ja descrit malcoha de Raffles (P. chlorophaeus).
Actualment, l'espècie s'inclou al gènere Phaenicophaeus, tot i que anteriorment es va classificar a Rhopodytes, ja que els dos gèneres es separaven en funció de la forma de la fossa nasal, rodona a Rhopodytes i esquerdada a Phaenicophaeus, però Rhopodytes va ser posteriorment subsumit al nom de gènere més antic Phaenicophaeus. Un estudi dels arcs aòrtics dels ocells va descobrir que aquesta espècie té una modificació peculiar en què les dues caròtides dorsals es redueixen a lligaments aparellats "ligamenti ottleyi" que entren al canal hipoapofisari.
El gènere es situa a la subfamília Phaenicophaeinae i és monotípic.